# 5.ª etapa de la Vuelta a España 2023
La 5.ª etapa de la Vuelta a España 2023 tuvo lugar el 30 de agosto de 2023 con inicio en Morella y final en Burriana, sobre un recorrido de 186,2 km. Segundo final al sprint de la edición, el australianoa Kaden Groves del Alpecin-Deceuninck logró su segunda victoria de forma consecutiva y Remco Evenepoel del Soudal Quick-Step mantuvo el liderato.

## Clasificación de la etapa[2]
| Morella - Burriana | etapa escarpada | (186,2 km) |

| \| Clasificación de la etapa \| Clasificación de la etapa \| Clasificación de la etapa \| Clasificación de la etapa \| Clasificación de la etapa \| \| Ciclista \| Ciclista \| Equipo \| Tiempo \| \| \| ------------------------- \| ------------------------- \| ------------------------- \| ------------------------- \| ------------------------- \| \| 1.º \| Kaden Groves \| Alpecin-Deceuninck \| 4 h 23 min 43 s \| \| \| 2.º \| Filippo Ganna \| Ineos Grenadiers \| + 0 s \| \| \| 3.º \| Dries Van Gestel \| TotalEnergies \| + 0 s \| \| \| 4.º \| Alberto Dainese \| Team DSM-Firmenich \| + 0 s \| \| \| 5.º \| Lewis Askey \| Groupama-FDJ \| + 0 s \| \| \| 6.º \| Edward Theuns \| Lidl-Trek \| + 0 s \| \| \| 7.º \| David González López \| Caja Rural-Seguros RGA \| + 0 s \| \| \| 8.º \| Geoffrey Soupe \| TotalEnergies \| + 0 s \| \| \| 9.º \| Jesús Ezquerra \| Burgos-BH \| + 0 s \| \| \| 10.º \| Jarrad Drizners \| Lotto Dstny \| + 0 s \| \| |                      |                        |                 |
| |                      |                        |                 |
| Fuente: ProCyclingStats |                      |                        |                 |
| Clasificación de la etapa |                      |                        |                 |
| Ciclista | Ciclista             | Equipo                 | Tiempo          |
| 1.º | Kaden Groves         | Alpecin-Deceuninck     | 4 h 23 min 43 s |
| 2.º | Filippo Ganna        | Ineos Grenadiers       | + 0 s           |
| 3.º | Dries Van Gestel     | TotalEnergies          | + 0 s           |
| 4.º | Alberto Dainese      | Team DSM-Firmenich     | + 0 s           |
| 5.º | Lewis Askey          | Groupama-FDJ           | + 0 s           |
| 6.º | Edward Theuns        | Lidl-Trek              | + 0 s           |
| 7.º | David González López | Caja Rural-Seguros RGA | + 0 s           |
| 8.º | Geoffrey Soupe       | TotalEnergies          | + 0 s           |
| 9.º | Jesús Ezquerra       | Burgos-BH              | + 0 s           |
| 10.º | Jarrad Drizners      | Lotto Dstny            | + 0 s           |

## Clasificaciones al final de la etapa

### Clasificación general[3]
| \| Clasificación general \| Clasificación general \| Clasificación general \| Clasificación general \| Clasificación general \| \| Ciclista \| Ciclista \| Equipo \| Tiempo \| \| \| --------------------- \| --------------------- \| --------------------- \| --------------------- \| --------------------- \| \| 1.º \| Remco Evenepoel \| Soudal Quick-Step \| 17 h 12 min 29 s \| \| \| 2.º \| Enric Mas \| Movistar Team \| + 11 s \| \| \| 3.º \| Lenny Martinez \| Groupama-FDJ \| + 17 s \| \| \| 4.º \| Jonas Vingegaard \| Jumbo-Visma \| + 37 s \| \| \| 5.º \| Aleksandr Vlásov \| Bora-Hansgrohe \| + 39 s \| \| \| 6.º \| Cian Uijtdebroeks \| Bora-Hansgrohe \| + 39 s \| \| \| 7.º \| Primož Roglič \| Jumbo-Visma \| + 43 s \| \| \| 8.º \| Juan Ayuso \| UAE Team Emirates \| + 44 s \| \| \| 9.º \| Marc Soler \| UAE Team Emirates \| + 48 s \| \| \| 10.º \| João Almeida \| UAE Team Emirates \| + 48 s \| \| |                   |                   |                  |
| |                   |                   |                  |
| Fuente: ProCyclingStats |                   |                   |                  |
| Clasificación general |                   |                   |                  |
| Ciclista | Ciclista          | Equipo            | Tiempo           |
| 1.º | Remco Evenepoel   | Soudal Quick-Step | 17 h 12 min 29 s |
| 2.º | Enric Mas         | Movistar Team     | + 11 s           |
| 3.º | Lenny Martinez    | Groupama-FDJ      | + 17 s           |
| 4.º | Jonas Vingegaard  | Jumbo-Visma       | + 37 s           |
| 5.º | Aleksandr Vlásov  | Bora-Hansgrohe    | + 39 s           |
| 6.º | Cian Uijtdebroeks | Bora-Hansgrohe    | + 39 s           |
| 7.º | Primož Roglič     | Jumbo-Visma       | + 43 s           |
| 8.º | Juan Ayuso        | UAE Team Emirates | + 44 s           |
| 9.º | Marc Soler        | UAE Team Emirates | + 48 s           |
| 10.º | João Almeida      | UAE Team Emirates | + 48 s           |

### Clasificación por puntos[4]
| Clasificación por puntos | Clasificación por puntos | Clasificación por puntos | Clasificación por puntos | Clasificación por puntos |
| Ciclista                 | Ciclista                 | Equipo                   | Puntos                   |                          |
| ------------------------ | ------------------------ | ------------------------ | ------------------------ | ------------------------ |
| 1.º                      | Kaden Groves             | Alpecin-Deceuninck       | 122 pts                  |                          |
| 2.º                      | Andrea Vendrame          | AG2R Citroën Team        | 62 pts                   |                          |
| 3.º                      | Remco Evenepoel          | Soudal Quick-Step        | 45 pts                   |                          |
| 4.º                      | Dries Van Gestel         | TotalEnergies            | 38 pts                   |                          |
| 5.º                      | Edward Theuns            | Lidl-Trek                | 35 pts                   |                          |
| 6.º                      | Andreas Kron             | Lotto Dstny              | 30 pts                   |                          |
| 7.º                      | Juan Sebastián Molano    | UAE Team Emirates        | 30 pts                   |                          |
| 8.º                      | David González López     | Caja Rural-Seguros RGA   | 30 pts                   |                          |
| 9.º                      | Lewis Askey              | Groupama-FDJ             | 27 pts                   |                          |
| 10.º                     | Marijn van den Berg      | EF Education-EasyPost    | 26 pts                   |                          |

### Clasificación de la montaña[5]
| Clasificación de la montaña | Clasificación de la montaña | Clasificación de la montaña | Clasificación de la montaña | Clasificación de la montaña |
| Ciclista                    | Ciclista                    | Equipo                      | Puntos                      |                             |
| --------------------------- | --------------------------- | --------------------------- | --------------------------- | --------------------------- |
| 1.º                         | Eduardo Sepúlveda           | Lotto Dstny                 | 21 pts                      |                             |
| 2.º                         | Remco Evenepoel             | Soudal Quick-Step           | 10 pts                      |                             |
| 3.º                         | Matteo Sobrero              | Team Jayco AlUla            | 6 pts                       |                             |
| 4.º                         | Javier Romo                 | Astana Qazaqstan Team       | 6 pts                       |                             |
| 5.º                         | Jonas Vingegaard            | Jumbo-Visma                 | 6 pts                       |                             |
| 6.º                         | Damiano Caruso              | Bahrain Victorious          | 6 pts                       |                             |
| 7.º                         | Juan Ayuso                  | UAE Team Emirates           | 4 pts                       |                             |
| 8.º                         | Lennard Kämna               | Bora-Hansgrohe              | 4 pts                       |                             |
| 9.º                         | Andreas Kron                | Lotto Dstny                 | 3 pts                       |                             |
| 10.º                        | Eric Fagúndez               | Burgos-BH                   | 3 pts                       |                             |

### Clasificación de los jóvenes[6]
| Clasificación del mejor joven | Clasificación del mejor joven | Clasificación del mejor joven | Clasificación del mejor joven | Clasificación del mejor joven |
| Ciclista                      | Ciclista                      | Equipo                        | Tiempo                        |                               |
| ----------------------------- | ----------------------------- | ----------------------------- | ----------------------------- | ----------------------------- |
| 1.º                           | Remco Evenepoel               | Soudal Quick-Step             | 17 h 12 min 29 s              |                               |
| 2.º                           | Lenny Martinez                | Groupama-FDJ                  | + 17 s                        |                               |
| 3.º                           | Cian Uijtdebroeks             | Bora-Hansgrohe                | + 39 s                        |                               |
| 4.º                           | Juan Ayuso                    | UAE Team Emirates             | + 44 s                        |                               |
| 5.º                           | João Almeida                  | UAE Team Emirates             | + 48 s                        |                               |
| 6.º                           | Thymen Arensman               | Ineos Grenadiers              | + 51 s                        |                               |
| 7.º                           | Sean Quinn                    | EF Education-EasyPost         | + 1 min 45 s                  |                               |
| 8.º                           | Attila Valter                 | Jumbo-Visma                   | + 2 min 23 s                  |                               |
| 9.º                           | Abel Balderstone              | Caja Rural-Seguros RGA        | + 2 min 42 s                  |                               |
| 10.º                          | Javier Romo                   | Astana Qazaqstan Team         | + 2 min 45 s                  |                               |

### Clasificación por equipos[7]
| Clasificación por equipos | Clasificación por equipos | Clasificación por equipos | Clasificación por equipos |
| Equipo                    | Equipo                    | Tiempo                    |                           |
| ------------------------- | ------------------------- | ------------------------- | ------------------------- |
| 1.º                       | Jumbo-Visma               | 51 h 03 min 32 s          |                           |
| 2.º                       | UAE Team Emirates         | + 5 s                     |                           |
| 3.º                       | Bora-Hansgrohe            | + 32 s                    |                           |
| 4.º                       | Bahrain Victorious        | + 2 min 20 s              |                           |
| 5.º                       | Ineos Grenadiers          | + 3 min 06 s              |                           |
| 6.º                       | EF Education-EasyPost     | + 3 min 30 s              |                           |
| 7.º                       | Movistar Team             | + 4 min 03 s              |                           |
| 8.º                       | Soudal Quick-Step         | + 7 min 34 s              |                           |
| 9.º                       | Arkéa-Samsic              | + 8 min 31 s              |                           |
| 10.º                      | Caja Rural-Seguros RGA    | + 12 min 12 s             |                           |

## Abandonos
- Kobe Goossens no tomó la salida por la lesiones sufridas en una caída producida en la etapa anterior.
- Ruben Guerreiro no tomó la salida por la lesiones sufridas en una caída producida en la etapa anterior.
- Bryan Coquard no tomó la salida por la lesiones sufridas en una caída producida en la etapa anterior.
- Eddie Dunbar se retiró como consecuencia de una caída producida en la zona neutralizada de la salida de la etapa.
- Filippo Zana se tuvo que retirar por problemas estomacales.